# Набіл Алі Мухамед
Набіл Алі Мухамед (нар. 1 січня 1938—пом. 27 січня 2016) — єгипетський лінгвіст чиї іноваційні роботи в галузі обчислювальної лінгвістики просунули арабомовний світ в інформаційну еру.

## Біографія
Мухамед навчався в університеті Каїра, де отримав науковий ступінь в галузі авіаційної інженерії. Тоді він провів два десятиліття працюючи інженером в єгипетських повітряних силах і різноманітних електронних компаніях по всьому світу.
Він створив правила, які згодом дозволили комп'ютерам розуміти арабську мову в цифровій формі. Мухамед вбачав в оцифровуванні арабської мови спосіб зв'язку між арабськими мовниками і рештою світу.
Завдяки своїм роботам він отримав кілька призів, включаючи міжнародну премію короля Фейсала.

## Цікаві факти
3 січня 2020 року Ґуґл розмістив на своєму пошуковику дудл на честь вченого.